# File Sedenik
File Sedenik (19. 8. 1832 - 16. 6. 1920) (na madžarskom jeziku također kao Szedenik Fülöp) je bio za vrijeme Austro-Ugarske hrvatski književnik, učitelj, pjesnik, pisac školskih i crkvenih knjiga, kulturni radnik i crkveni orguljaš (kantor) iz zapadne Ugarske, iz zajednice Hrvata iz Gradišća. Pisao i skupljao je pjesme (jačke) na gradišćansko-hrvatskom jeziku na čakavskom narječju. Rođen je u Malom Borištofu (Kleinwarasdorf u Gradišću,današnja Austrija) i umro u Prestegu (Pereszteg, današnja Mađarska). Radio je kao učitelj u Cindrofu (Siegendorf, današnja Austrija), Gijeci (Kittsee, današnja Austrija), Lakindrofu (Lackendorf, današnja Austrija) i napokon zadnje 32 godine u Prestegu (Pereszteg, današnja Mađarska).

## Djela
- Srce Jezuševo molitve i zdihavanja k-presvetemu Srcu Jezuševomu, 1902. (molitvenik)
- Jačke, (tiskano u Šopronu), 1912.
- Naši pišci i književnost, 1912.
- Mađarski udžbenici za 3., 4., 5. i 6. razred), 1905.